# معتمدية الوردانين
معتمدية الوردانين هي إحدى معتمديات الجمهورية التونسية التابعة لولاية المنستير.
1. 1 2 3 4 5  "المناطق الترابية (العمادات) حسب الولايات والمعتمديات". اطلع عليه بتاريخ 2024-11-30.